# Franck Fomeyem
Franck Ferry Fomeyem Sob (Yaoundé, 17 de octubre de 1999) deportivamente conocido como Franck Fomeyem, es un futbolista profesional camerunés. Actualmente juega como defensa central en el Córdoba Club de Fútbol.

## Trayectoria
Formado en la cantera del APEJES Academy con el que llegó a debutar en 2017 y donde disputaría 50 partidos en la Primera División de Camerún. En la temporada 2017-18, participó en cuatro compromisos de la CAF, competición africana equivalente a la Champions League.
El 8 de noviembre de 2018 firma por el Club Deportivo Alcoyano de la Segunda División B de España, con el que disputa 16 partidos.
En la temporada 2019-20, firma por el CF Intercity de la Tercera División de España.
El 5 de octubre de 2020, firma por el Unión Deportiva San Sebastián de los Reyes de la Segunda División B de España.
El 22 de julio de 2023 es anunciado como nuevo fichaje del Antequera C.F. de la Primera División RFEF de España.
El 19 de junio de 2025, pasa a formar parte de la plantilla del Córdoba C.F.

### Selección nacional
Ha sido internacional con la Selección de fútbol sub-20 de Camerún.

## Clubes
| Club                                       | País    | Años        |
| ------------------------------------------ | ------- | ----------- |
| APEJES Academy                             | Camerún | 2017 - 2018 |
| Club Deportivo Alcoyano                    | España  | 2018 - 2019 |
| CF Intercity                               | España  | 2019 - 2020 |
| Unión Deportiva San Sebastián de los Reyes | España  | 2020 - 2023 |
| Antequera C.F.                             | España  | 2023 - 2025 |
| Córdoba C.F.                               | España  | 2025 - Act. |